# Alun Armstrong
Alun Armstrong (Annfield Plain, 1946. július 17. –) angol színész.

## Életpályája
Armstrong színpadi színészként kezdte pályafutását. Filmvásznon 1971-ben debütált a Michael Caine főszereplésével készült Öld meg Cartert! című akciófilmben. Az 1970-es években azonban inkább csak tévésorozatokban kapott epizódszerepeket. 1977-ben még Ridley Scott osztott rá egy kisebb szerepet a Párbajhősök című napóleoni háborúk idején játszódó filmben, melyben Keith Carradine, Harvey Keitel, Albert Finney és Edward Fox mellett kapott szereplési lehetőséget. Armstrong pályafutásában az 1980-as éveket is inkább a televíziózással lehet összekötni, de fontos szerepet játszott az 1983-ban készült Támadás a Krull bolygó ellen című fantasyfilmben.
1992-ben ismét Michael Caine mellett bukkant fel a Blue Ice című akcióthrillerben. 1994-ben Mike Newell Várva várt nagy kaland című filmvígjáték-drámájában szerepelt Alan Rickman és Hugh Grant partnereként. 1999-ben Ralph Fiennes és Liv Tyler mellett tűnt fel az Anyegin című, Puskin művéből adaptált filmdrámában.
2000-ben a Túszharc című hollywoodi produkcióban volt látható, Russell Crowe és Meg Ryan oldalán, majd jött A felejtés virágai című, a délszláv háború idején játszódó dráma. Egy évvel később  A múmia visszatér kalandfilmben vállalt szereplést Brendan Fraser, Rachel Weisz és John Hannah mellett. 2003-ban a furcsa hangvételű, a dán Thomas Vinterberg rendezte A végső megoldás: szerelem szereplőgárdájának tagja volt, filmes partnerei Joaquin Phoenix, Sean Penn és  Claire Danes voltak. 2005-ben Roman Polański bízott rá szerepet, a filmszakma által is jól fogadott Twist Olivér adaptációban. 2006-ban az Eragon című fantasyfilmben a főhős nagybátyját formálta meg.

## Magánélete
Felesége Sue Armstrong, három fiúgyermekük született: Tom, Joe Armstrong (aki szintén színész lett) és Dan.

## Filmográfia

### Film
| Év   | Magyar cím                                   | Eredeti cím                               | Szerep                   | Magyar hang                    |
| ---- | -------------------------------------------- | ----------------------------------------- | ------------------------ | ------------------------------ |
| 1971 | Öld meg Cartert!                             | Get Carter                                | Keith                    | Fazekas István                 |
| 1973 |                                              | The 14                                    | Tommy                    |                                |
| 1976 |                                              | The Likely Lads                           | tejesember               |                                |
| 1977 | A híd túl messze van                         | A Bridge Too Far                          | Davies tizedes           |                                |
| 1977 | Párbajhősök                                  | The Duellists                             | Lacourbe                 | Vass Gábor                     |
| 1981 | A francia hadnagy szeretője                  | The French Lieutenant's Woman             | Grimes                   |                                |
| 1983 | Támadás a Krull bolygó ellen                 | Krull                                     | Torquil                  | Horváth László                 |
| 1983 | Támadás a Krull bolygó ellen                 | Krull                                     | Torquil                  | Király Attila                  |
| 1985 |                                              | Billy the Kid and the Green Baize Vampire | Maxwell Randall          |                                |
| 1989 |                                              | Đavolji ra                                | Zemba                    |                                |
| 1990 | Az elefántvadász                             | White Hunter Black Heart                  | Ralph Lockhart           | Konrád Antal                   |
| 1991 | Amerikai barátok                             | American Friends                          | Dr. Weeks                | Berzsenyi Zoltán (2. szinkron) |
| 1991 | London megöl engem                           | London Kills Me                           | John Stone               | Reviczky Gábor                 |
| 1992 | Blue Ice                                     | Blue Ice                                  | Osgood                   | Rosta Sándor                   |
| 1992 | Férfias játékok                              | Patriot Games                             | Owens őrmester           | Balázsi Gyula                  |
| 1992 | Férfias játékok                              | Patriot Games                             | Owens őrmester           | Háda János                     |
| 1992 | Őrült Stone, avagy 2008 a patkány éve        | Split Second                              | Thrasher                 | Szersén Gyula                  |
| 1994 | Fekete szépség                               | Black Beauty                              | Reuben Smith             | Balázsi Gyula                  |
| 1995 | Várva várt nagy kaland                       | An Awfully Big Adventure                  | Vernon bácsi             | Reviczky Gábor                 |
| 1995 | A rettenthetetlen                            | Braveheart                                | Mornay                   | Papp János                     |
| 1997 | Az Angyal                                    | The Saint                                 | Teal felügyelő           | Izsóf Vilmos                   |
| 1999 | Greenwichi idő                               | G:MT – Greenwich Mean Time                | Henry bácsi              |                                |
| 1999 | Anyegin                                      | Onegin                                    | Zareckij                 | Bácskai János                  |
| 1999 | Az Álmosvölgy legendája                      | Sleepy Hollow                             | Főfelügyelő              | Bácskai János                  |
| 1999 | Életem párja                                 | With or Without You                       | Sammy                    |                                |
| 2000 | A felejtés virágai                           | Harrison's Flowers                        | Samuel Brubeck           | Forgács Gábor                  |
| 2000 | Túszharc                                     | Proof of Life                             | Wyatt                    | Kristóf Tibor                  |
| 2000 | Túszharc                                     | Proof of Life                             | Wyatt                    | Uri István                     |
| 2001 | A múmia visszatér                            | The Mummy Returns                         | Baltus Hafez             | Varga Tamás                    |
| 2001 | Sinatra árnyékában                           | Strictly Sinatra                          | Bill                     |                                |
| 2003 | A végső megoldás: szerelem                   | It's All About Love                       | David                    | Izsóf Vilmos                   |
| 2003 | Meglelt éden                                 | Paradise Found                            | Pissarro                 |                                |
| 2004 | Milliók                                      | Millions                                  | Szent Péter              | Bolla Róbert                   |
| 2004 | Van Helsing – A londoni küldetés (rövidfilm) | Van Helsing: The London Assignment        | Jinette bíboros (hangja) | Pathó István                   |
| 2004 | Van Helsing                                  | Van Helsing                               | Jinette bíboros          | Pathó István                   |
| 2005 | Twist Olivér                                 | Oliver Twist                              | Fang bíró                | Izsóf Vilmos                   |
| 2006 | Eragon                                       | Eragon                                    | Garrow bácsi             | Bartók László                  |
| 2012 |                                              | The Lost Buoys                            | iparmágnás               |                                |
| 2016 | Nyuggerek                                    | Golden Years                              | Sid                      | Uri István                     |
| 2017 | Vicces Maca                                  | Funny Cow                                 | Lenny                    |                                |
| 2018 |                                              | Possum                                    | Maurice bácsi            |                                |
| 2019 |                                              | Cordelia                                  | Roger                    |                                |

### Televízió
- Play for Today (1973-1978)
- The Squirrels (1975-1977)
- BBC2 Play of the Week (1977-1978)
- A Sharp Intake of Breath (1977-1979)
- Screen One (1989-1994)
- Egy rém rendes család (1992)
- MacGyver: Az utolsó ítélet (1994)
- Mesék a kriptából VII. (1996)
- A kód feltörése (1996)
- Arisztokraták (1999)
- Copperfield Dávid (1999)
- Adrian Mole kapucsínó évei (2001)
- A Sparkhouse-farm (2002)
- New Tricks (2003-2013)
- Gyilkos megváltó 2. (2003)
- Carrie titka (2004)
- Ha 64 leszek (2004)
- Pusztaház örökösei (2005)
- Becstelenség: Mary Whitehouse története (2008)
- Kis Dorrit (2008)
- Garrow's Law (2009-2011)
- A nyomorultak - 25. évfordulós díszelőadás (2010)
- Edwin Drood rejtélye (2012)
- Londoni rémtörténetek (2014)